# 에스토니아 제1공화국
에스토니아 제1공화국(에스토니아어: Eesti Vabariik)은 1918년 독립 당시부터 1940년 소련에 편입되기 전까지 에스토니아에 존재했던 정치체제가 공화제였던 공화국이다.